# Hogeweidebrug
Die Hogeweidebrug ist eine Straßenbrücke über den Amsterdam-Rhein-Kanal in der niederländischen Gemeinde Utrecht.

## Name
Die Brücke erhielt ihren Namen von dem nahe gelegenen Stadtviertel Hoge Weide, das am westlichen Ufer des Amsterdam-Rhein-Kanals liegt und durch die Straßenbrücke mit dem Stadtzentrum verbunden wird. Aufgrund ihrer markanten Farbe wird sie auch Gele Brug (deutsch „gelbe Brücke“) genannt.

## Geschichte

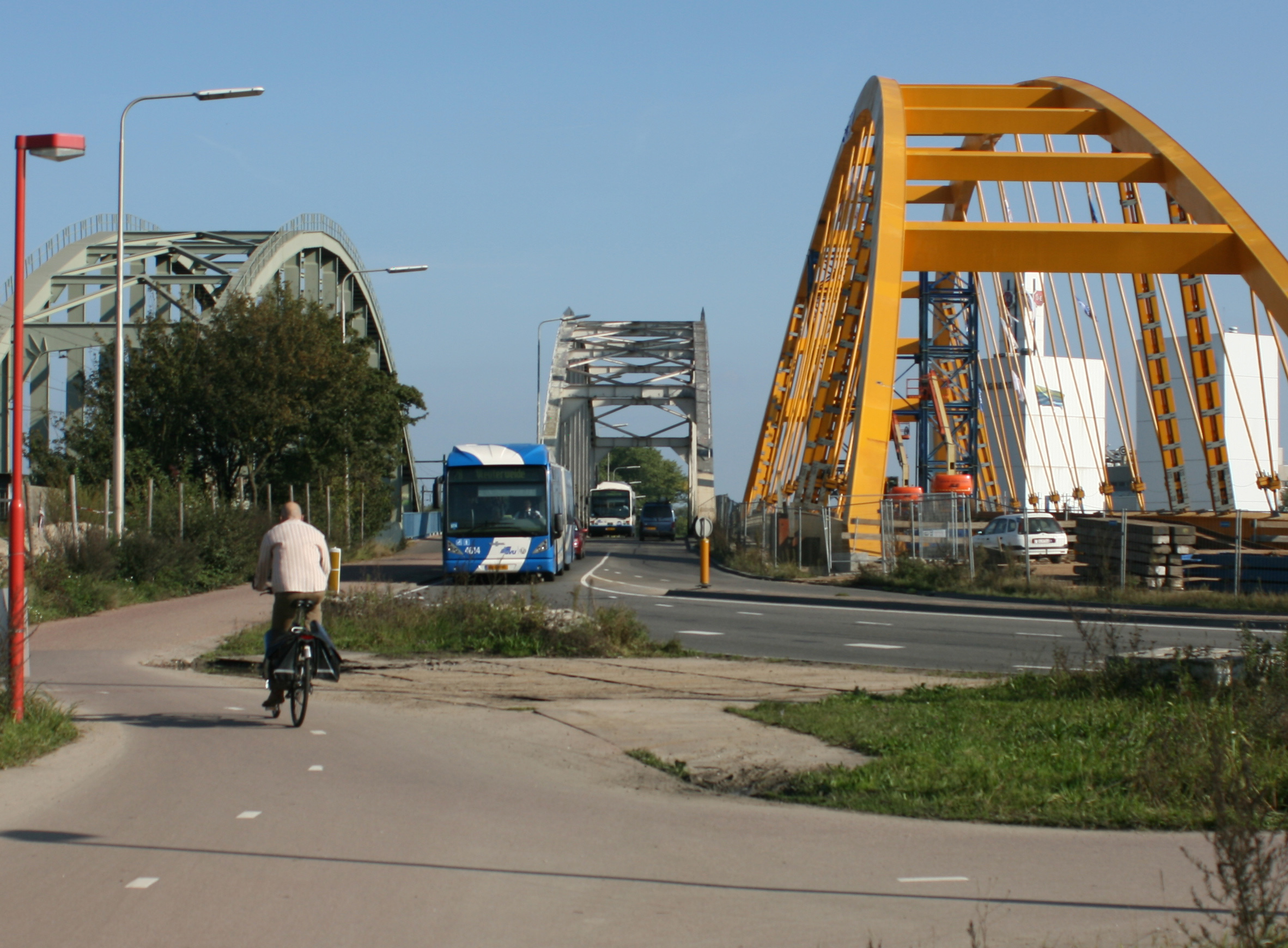
Die Hogeweidebrug (rechts) vor ihrer Platzierung und die Vleutensebrug (Mitte) vor deren Abriss

Am 27. Februar 2006 erfolgte der Spatenstich des Brückenbaus durch Karla Peijs, damalige Leiterin des Ministerie van Verkeer en Waterstaat, und Yet van den Bergh, Beigeordneter der Gemeinde Utrecht. Zunächst hatte man die Widerlager gebaut, bevor die Brücke am 16. September 2007 eingeschoben werden. Die offizielle Eröffnung der Hogeweidebrug fand am 3. Juni 2008 im Beisein des Beigeordneten Tymon de Weger statt. Sie ersetzte somit die Vleutensebrug, die bis dato die Straßenverbindung dargestellt hatte. Am Wochenende des 28. und 29. Juni selben Jahres wurde diese von den Widerlagern gelöst und im anschließenden Monat abgerissen.